# Pinus parviflora
Pinus parviflora (Сосна біла японська) — один з видів роду сосна родини соснових.

## Опис
Це хвойне вічнозелене дерево, що росте на 15-25 м у висоту і, як правило, утворює високу широку та густу конічну крону. Листя (хвоя) голчаста, зібрана в пучки по п'ять, довжиною 5-6 см. Шишки 4-7 см завдовжки, з широкими округлими лусками; насіння 8-11 мм завдовжки, з рудиментарними крилами довжиною 2-10 мм.
Це популярне дерево для бонсай, а також вирощується як декоративне дерево в парках і садах. Карликовий сорт «Adcock» отримав премію Королівського садівницького товариства.

## Поширення
Країни зростання:
Японія (Хоккайдо, Хонсю, Кюсю, Сікоку), Південна Корея.